# Puits des Rioux
Le puits des Rioux est une exploitation minière d'anthracite située à Prunières, dans le département de l'Isère. Il est labellisé Patrimoine en Isère.

## Histoire
La construction du puits des Rioux à Prunières, d'abord baptisé par la Compagnie des Mines de la Mure « puits Henry de Renéville » en hommage à l'un des propriétaires de la mine, a débuté en 1942 et a été achevée en 1946. Ce puits, d'un diamètre de 4 mètres et d'une profondeur de 400 mètres est le plus profond de la région. Il était équipé d'une cage à trois niveaux pour le transport du matériel et du personnel. Un moteur de 380 chevaux servait à l’entraînement de la cage.  Lors du fonçage du puits, un chevalement temporaire en bois fut construit.  Ce puits servait à relier les quartiers du Villaret à Susville avec les quartiers des gorges du Drac.  Le puits et les installations de surface ont fermé en 1984 mais l'exploitation a été poursuivie sur le carreau du Villaret jusqu'à l'arrêt de l'extraction en mars 1997.  
Deux catastrophes majeures ont eu lieu sur le site : 
- 16 janvier 1946 : huit morts ;
- 4 mai 1971 : huit morts à la suite d'un dégagement instantané de gaz carbonique.

Aujourd'hui il reste sur le site le chevalement mais aussi l'ensemble des bâtiments sur le carreau.

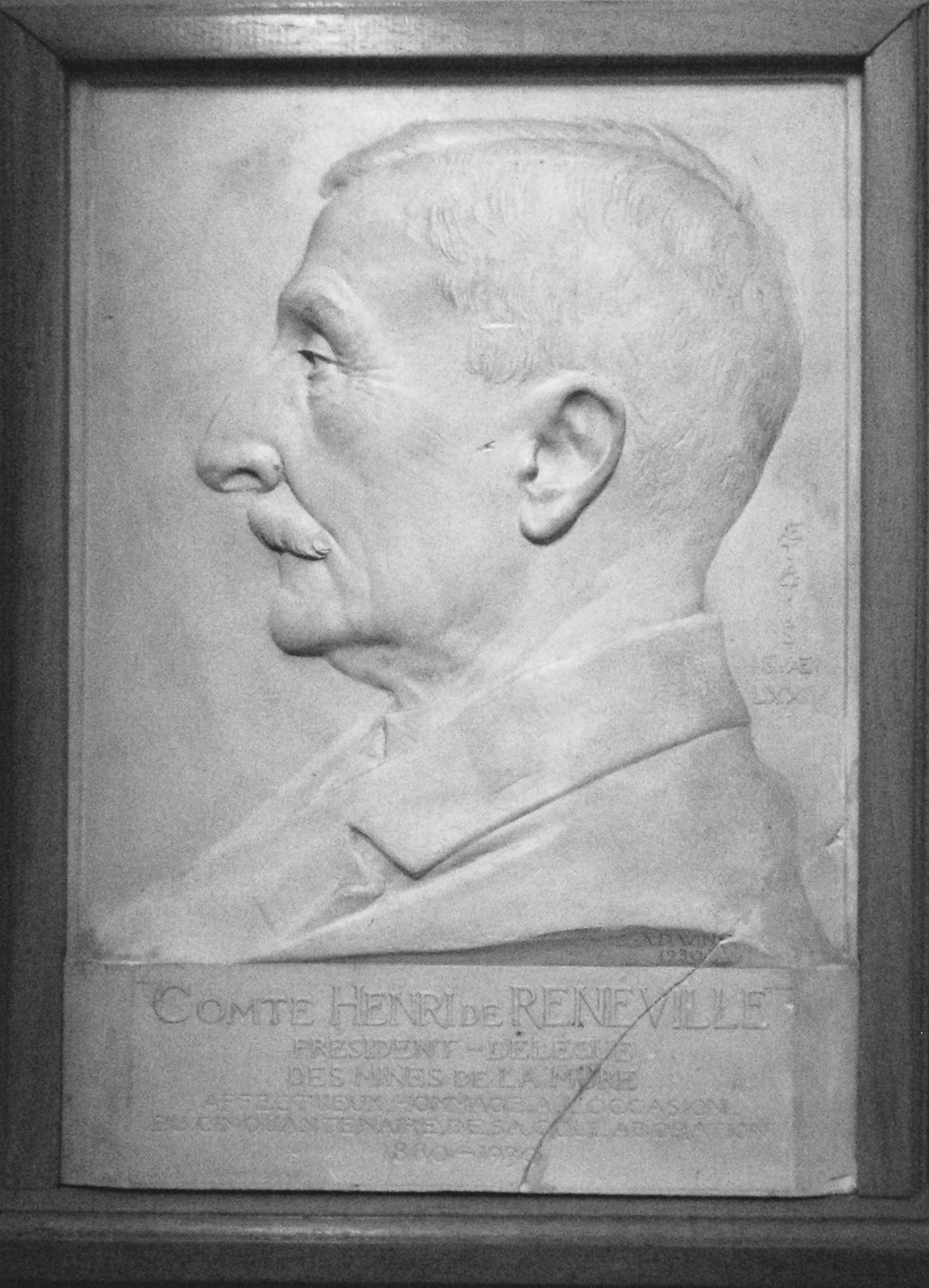
Portrait de Henry de Renéville conservé à La Mine image.
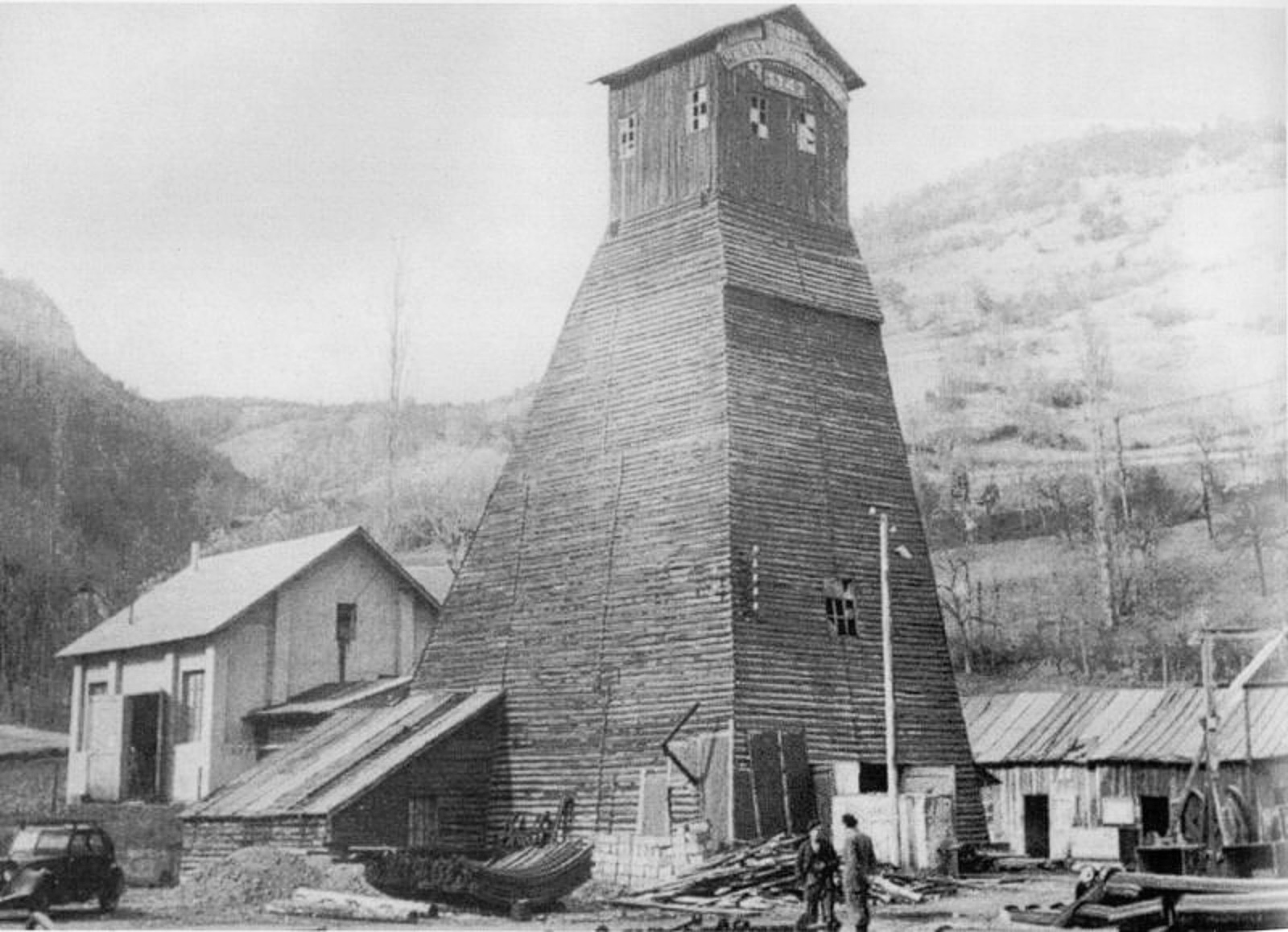
Vue du chevalement provisoire pendant le fonçage.
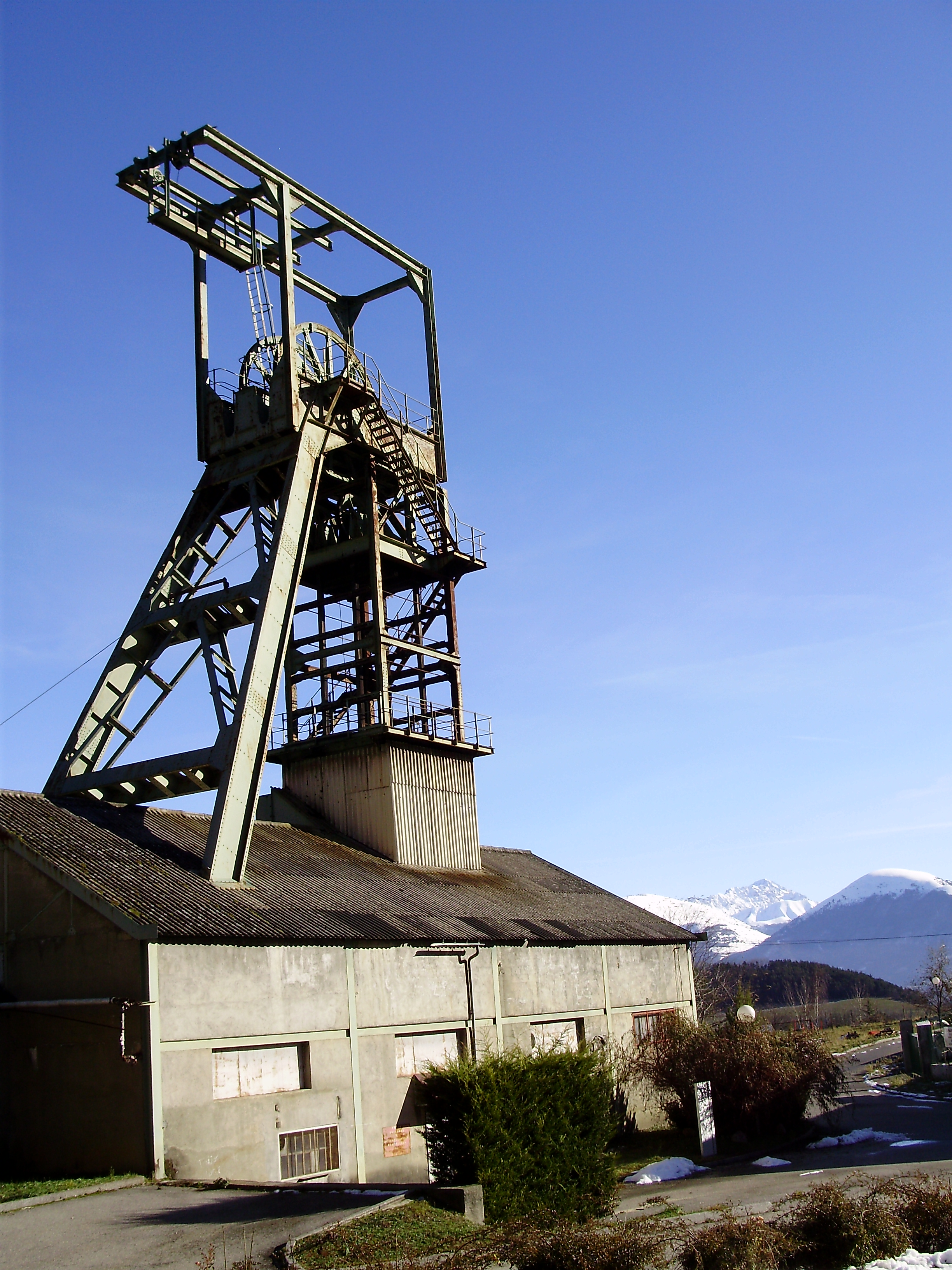
Vue du chevalement et des Alpes.